# Фридрих Албрехт (Анхалт-Бернбург)
Фридрих Албрехт фон Анхалт-Бернбург (на немски: Friedrich Albrecht von Anhalt-Bernburg * 15 август 1735 в Бернбург; † 9 април 1796 в дворец Баленщет) от династията Аскани е княз на Анхалт-Бернбург (1765 – 1796).
Той е единственият син на княз Виктор II Фридрих фон Анхалт-Бернбург (1700 – 1765) и втората му съпруга маркграфиня Албертина фон Бранденбург-Швет (1712 – 1750), дъщеря на маркграф Албрехт Фридрих фон Бранденбург-Швет и принцеса Мария Доротея Кетлер от Курландия.
Той умира на 9 април 1796 г. на 60 години в дворец Баленщет.

## Фамилия
Фридрих Албрехт се жени на 4 юни 1763 г. в Бернбург за принцеса Луиза фон Шлезвиг-Холщайн-Зондербург-Пльон (* 21 юли 1748 в Пльон; † 2 март 1769 в Баленщет), дъщеря на херцог Фридрих Карл фон Шлезвиг-Холщайн-Зондербург-Пльон (1706 – 1761) и съпругата му графиня Христиана Ирмгард фон Ревентлов (1711 – 1779). Те имат две деца:
- Алексиус Фридрих Кристиан (1767 – 1834)
- Паулина Христина Вилхелмина (1769 – 1820), омъжена на 2 януари 1796 г. в Баленщет за княз Леополд I фон Липе-Детмолд (1767 – 1802)

Фридрих Албрехт има незаконна дъщеря:
- Августа фон Грьон († 8 април 1841), омъжена за Ханс Август фон Рисинг († 8 април 1841)